# برج شاهق

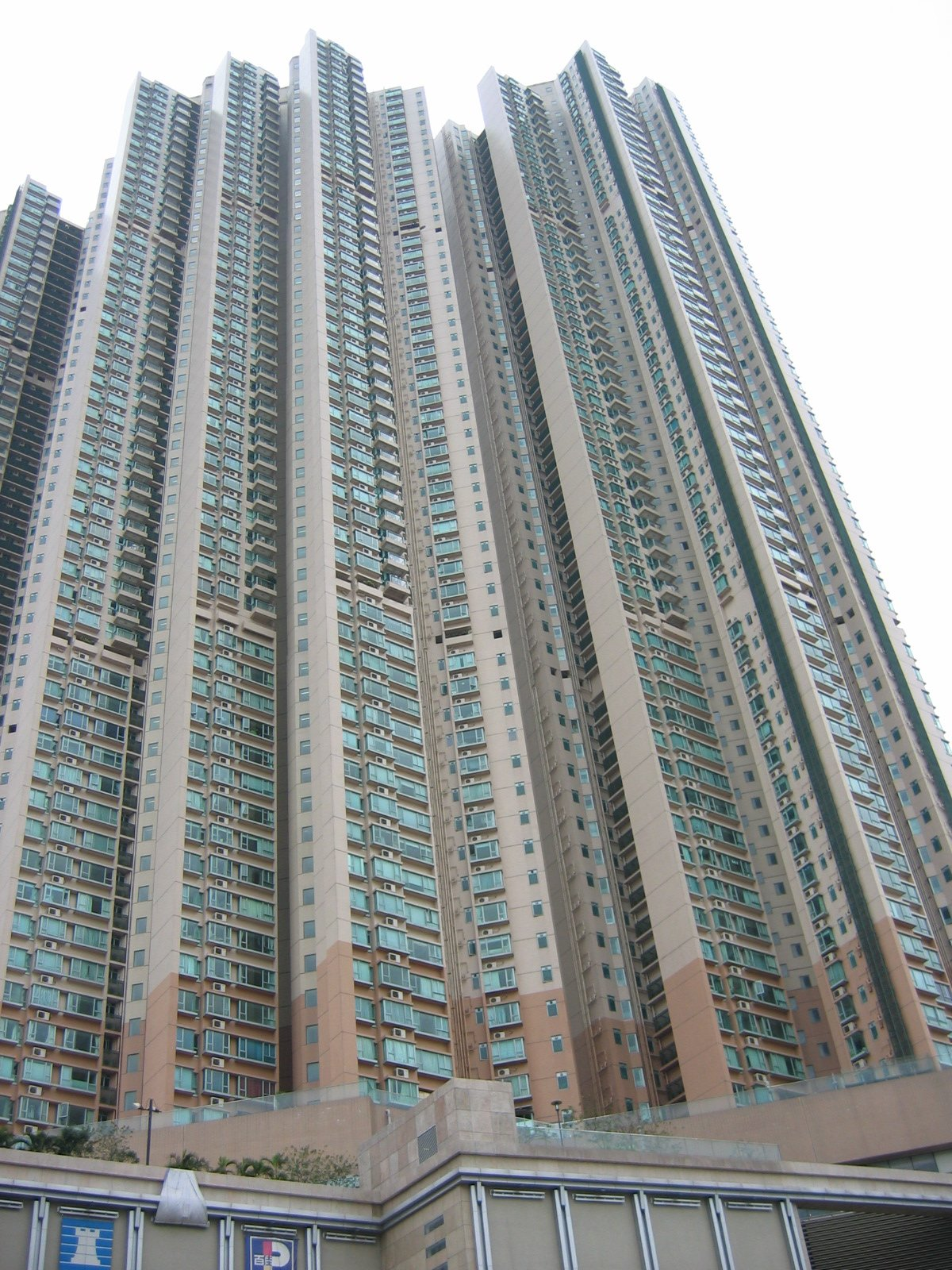
مبنى مجمع سكني شاهق الارتفاع في هونغ كونغ.

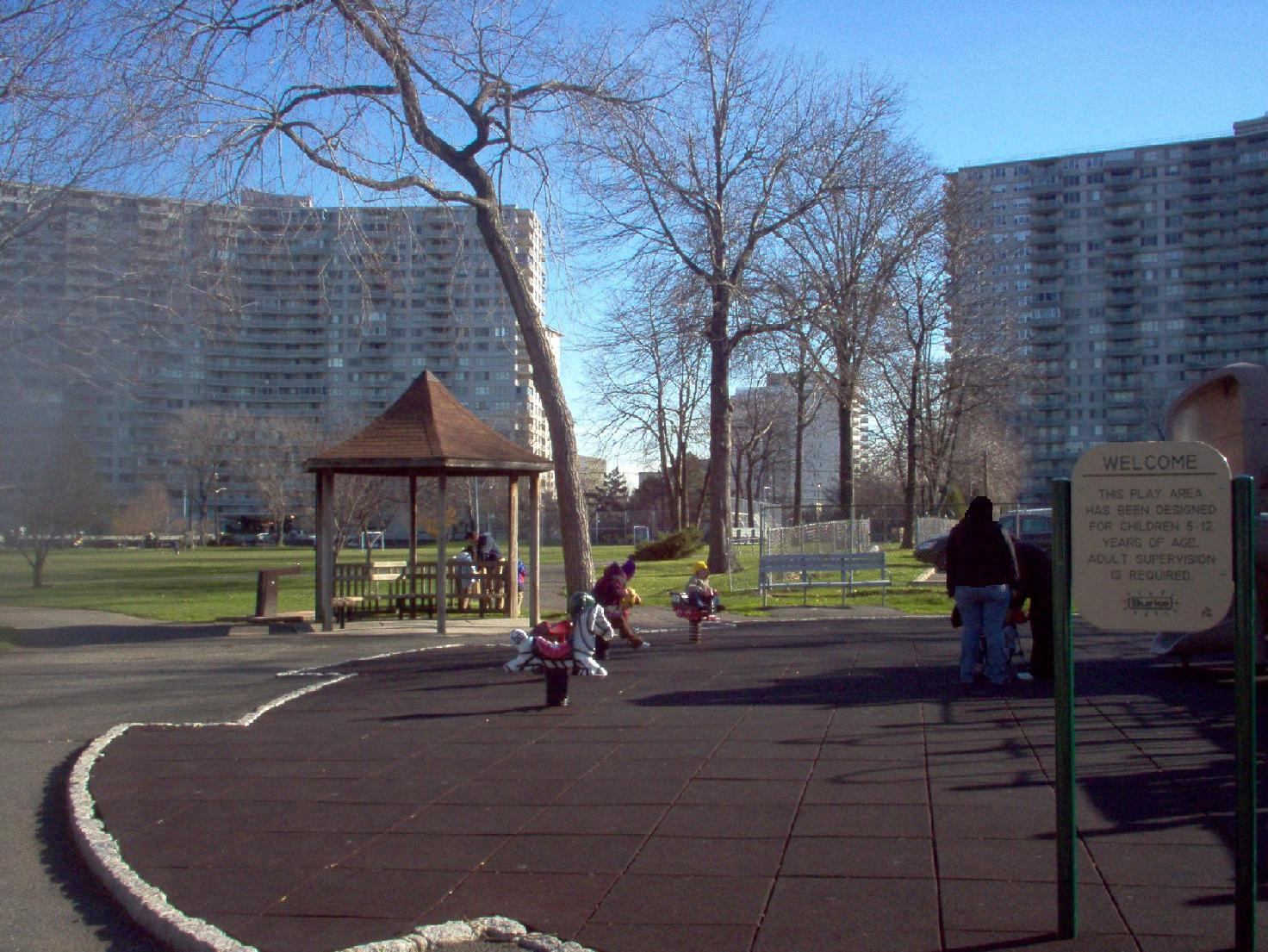
تعد المجمعات السكنية شاهقة الارتفاع إحدى السمات المميزة في أحياء مدينة فورت لي، ومقاطعة بيرجين، نيوجيرسي، الولايات المتحدة، وفي المنطقة الحضارية بمدينة نيويورك.

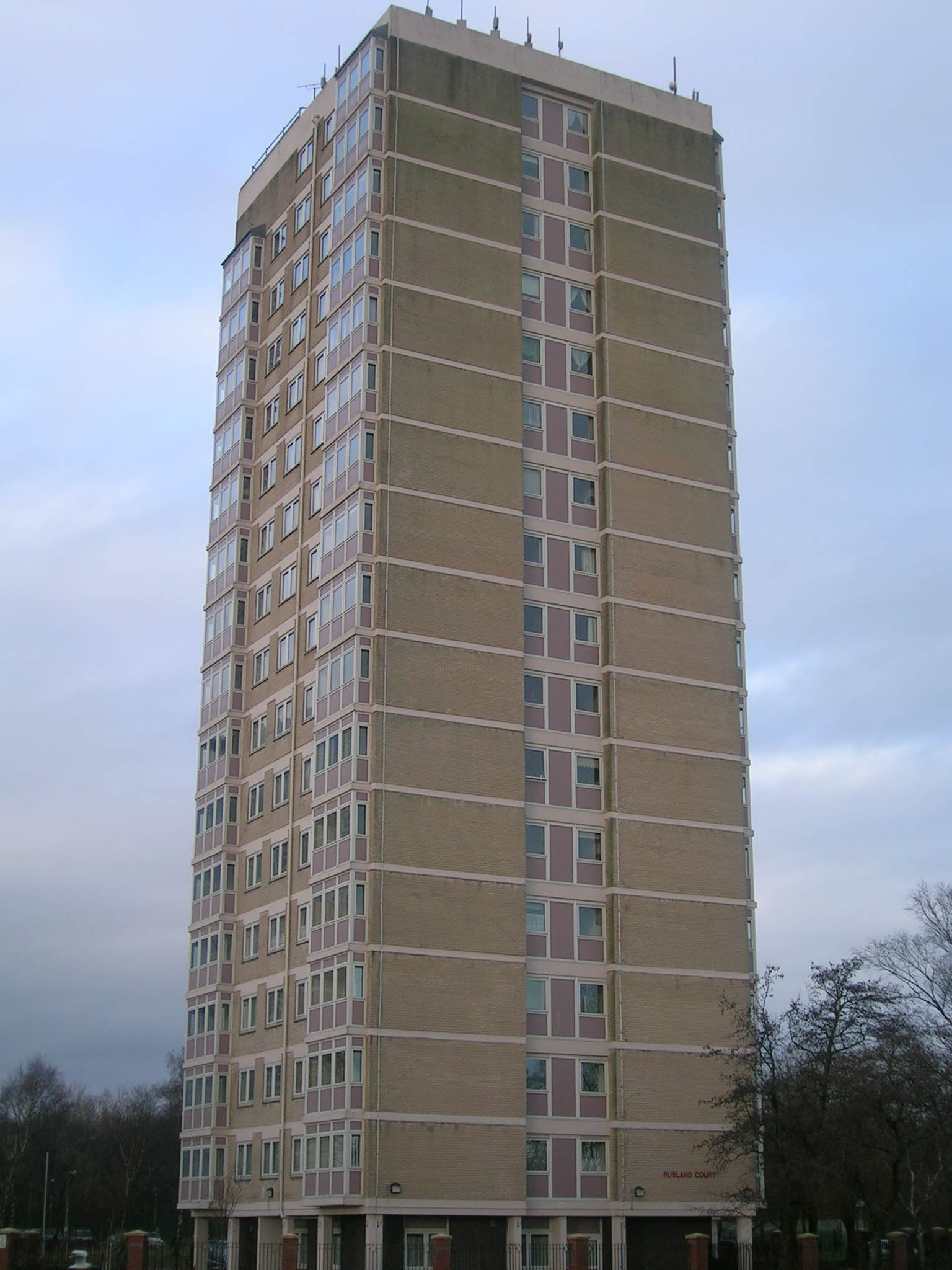
برج مبنى محكمة رسلاند المكون من 16 طابقًا يقع في تشارلزتاون، جريتر مانشستر، المملكة المتحدة.

البرج الشّاهق أو البرج العالي أو الأبراج السكنيّة أو برج الشركات أو ناطحات السحاب هو: عبارة عن مبنى مرتفع أو منشأة تُستخدم كسكن مجمع شركات أو كليهما. يُطلق على هذه الأبراج في بعض المناطق اختصارًا "MDU" الذي يعني: المنشأة متعددة الاستخدامات.
ازداد عدد المباني الشاهقة الارتفاع كثيرًا مع اختراع المصعد الكهربائي والنهضة الصناعية وزيادة عدد سكان المدن الكبرى والتطور العملي في مجال الهندسة الإنشائية والمعمارية واكتشاف خامات جديدة للبناء أقل تكلفة وأكثر كفاءة في تحمل العوامل الجوية والمناخية.
المواد المستخدمة لإقامة نظام إنشائي للمباني شاهقة الارتفاع هي: 1-الخرسانة المسلحة 2-والحديد الصلب. تتميز معظم ناطحات السحاب المقامة على طراز المباني في أمريكا الشمالية بأنها تحتوي على هيكل معدني، بينما تُقام المباني السكنية عادة من الخرسانة المسلحة، ولا يوجد فرق واضح ومحدد بين "البرج الشاهق وناطحة السحاب" على الرغم من أن المبنى الذي يقل ارتفاعه عن ثلاثين طابقًا لا يُرجَّح أن يكون ناطحة سحاب، ولكن ناطحة السحاب تُطلق بالتأكيد على: المبنى الذي يضم خمسين طابقًا فأكثر.
تفرض المنشآت شاهقة الارتفاع تحديات كبيرة من ناحية التصميمات على المتخصصين في الإنشاءات والجيوتقنية، وخاصة إذا كان المبنى يقام في منطقة ذات نشاط زلزالي أو إذا كانت التربة تتضمن عوامل مخاطر كأن تكون جيو تقنية ذات عوامل انضغاطية أو تكون تربة رملية.. كما تفرض تلك المنشآت شاهقة الارتفاع تحديات هائلة على رجال الإطفاء في حالات الطوارئ، وهناك مشكلات كبرى قد تحدث بسبب التصميمات الجديدة والقديمة للمنشآت، مثل: المشكلات التي قد تحدث لنظام إطفاء الحرائق الذي يعمل بأنابيب رأسية وأنظمة التدفئة والتهوية وتكييف الهواء أي النظام العامل بـ (التدفئة والتهوية وتكييف الهواء)، ونظام الرشاشات إضافة إلى أشياء أخرى قد تحدث بها صعوبات بالغة مثل الإخلاء من سلالم الطوارئ أو من خلال المصعد.
تتميز مجمعات الشقق السكنية بإيجابيات على الصعيدين الفني والاقتصادي في المناطق ذات الكثافة السكانية العالية، بل وأصبحت تلك المجمعات أحد أشكال السكن المتميزة في كافة المناطق الحضرية المكتظة بالسكان حول العالم تقريبًا، ومقارنة بالمباني العائلية المستقلة منخفضة الارتفاع، ازداد متوسط السعة لتلك المجمعات السكنية في كل وحدة من الأراضي التي تشغلها إضافة إلى تقليل تكلفة البنية التحتية المحلية.

## التاريخ

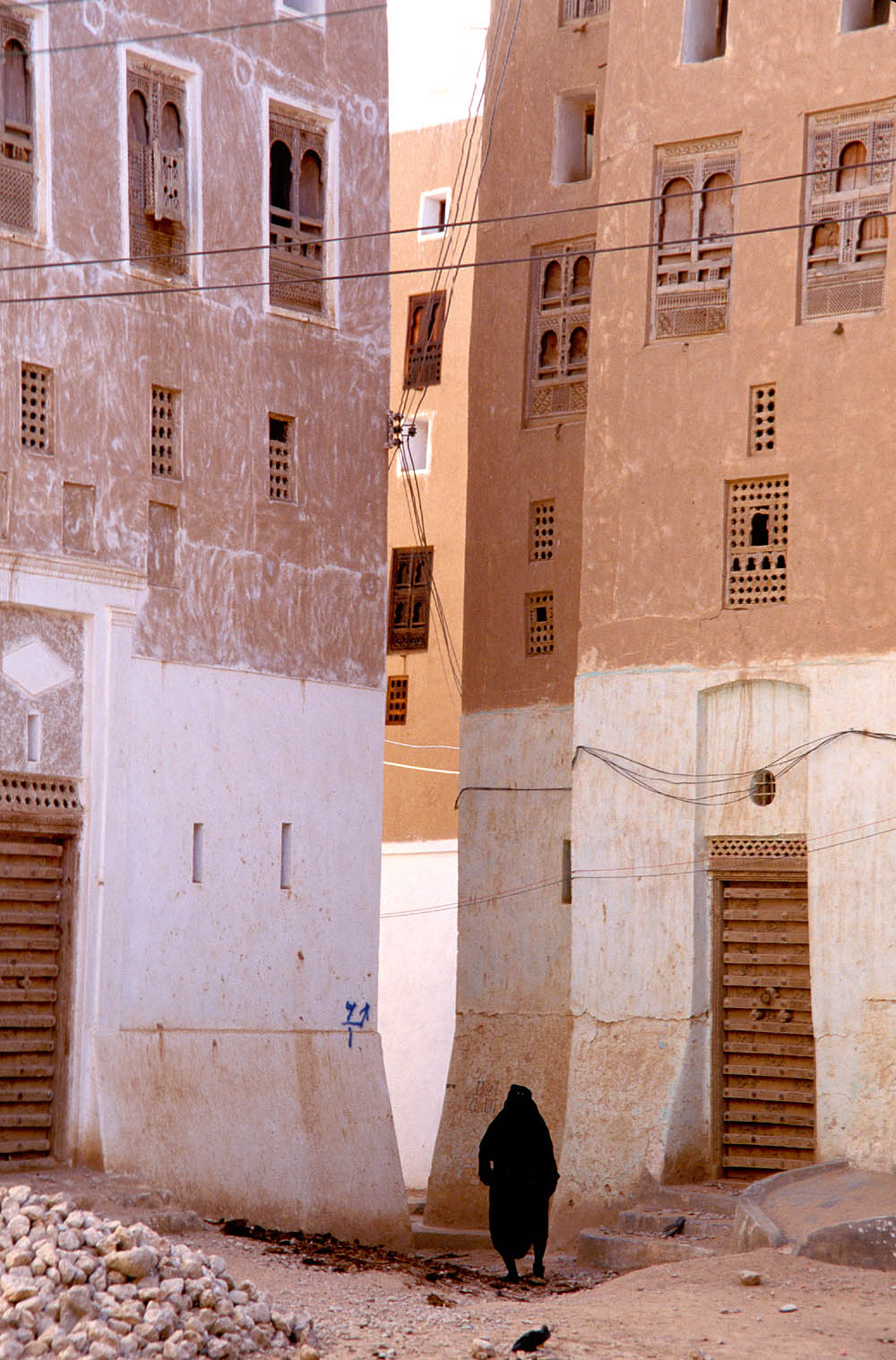
أقيمت هذه الأبراج الشاهقة في شبام، اليمن في القرن السادس عشر وكانت تعد من أعلى مباني الطوب الحجري في العالم.

ظهرت المباني شاهقة الارتفاع في المنشآت القديمة: مثل مباني الأنسولاي في روما القديمة والعديد من المدن الأخرى في الإمبراطورية الرومانية، والتي كان يصل ارتفاع بعضها إلى أكثر من عشرة طوابق، وقيل إن إحداها كان به سلم مكون من مائتي درجة. ونظرًا للانهيارات المتكررة لمباني الأنسولاي والناجمة عن سوء مستوى المباني، وضع العديد من الأباطرة الرومان، ابتداءًا من الإمبراطور أغسطس (الذي حكم من 30 ق.م. -14 م)، قيودًا على ارتفاع المنشآت بحيث تتراوح من 20-25 مترًا للمباني التي تضم أكثر من طابق، ولكن لم يكن هناك التزام بهذه القيود غالبًا على الرغم من حالات انهيار مباني الأنسولاي. وكانت الأدوار الأدنى يشغلها إما المتاجر أو الأسر الموسرة بينما كانت الأدوار العلوية تُؤجر للطبقات الدنيا. وتوضح بردية أوكسيرينيوس التي لا تزال موجودة إلى يومنا هذا أن المباني التي كانت تضم سبعة طوابق كانت توجد في مدن المقاطعات مثل المدينة الرومانية التي توجد آثار لها من القرن الثالث الميلادي هيرموبوليس في مصر الرومانية.

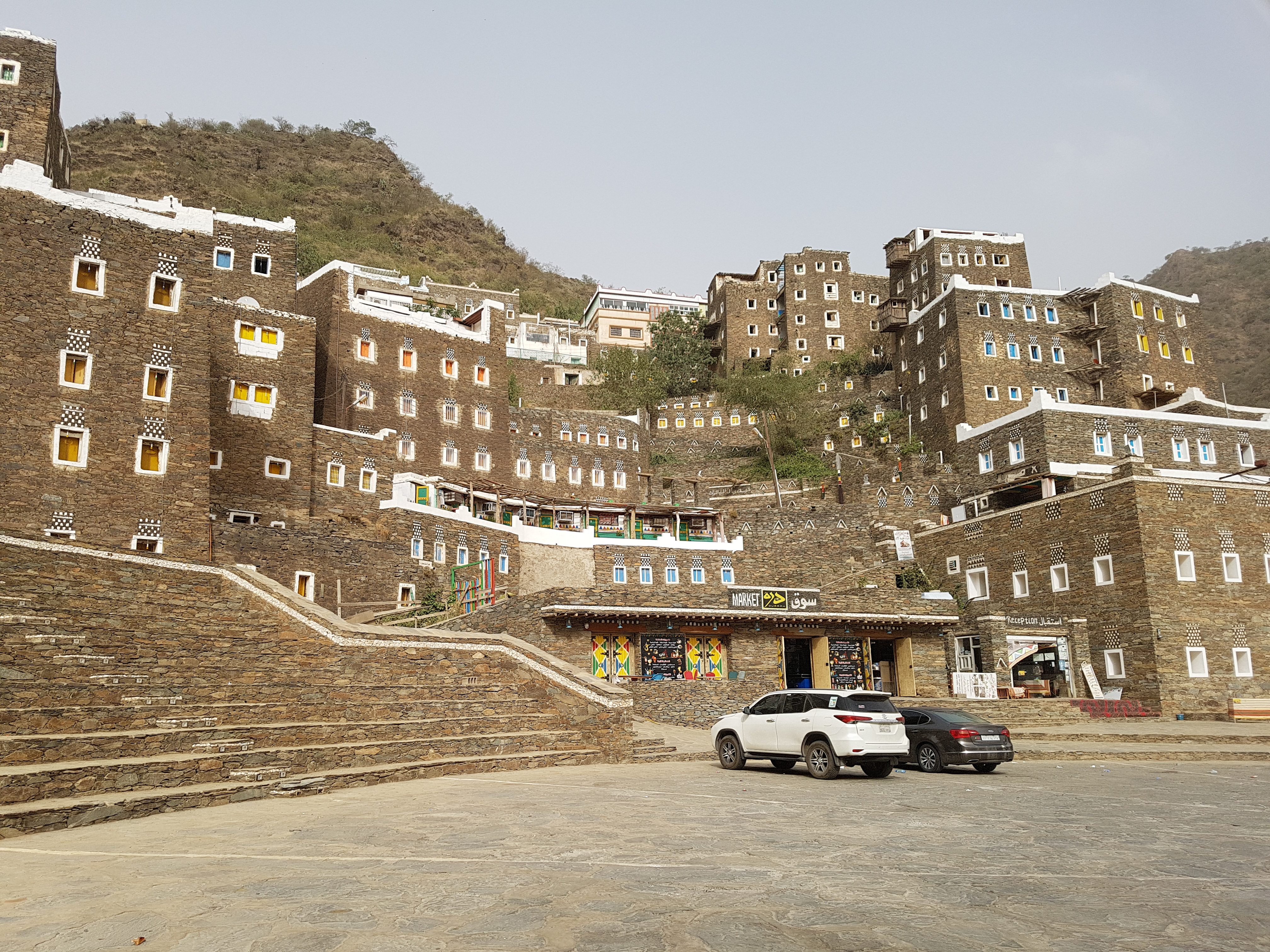
قرية رجال المع المصنفة من ضمن أطول المباني في المملكة العربية السعودية منذ القرن الحادي عشر حتى القرن العشرين

ظهرت المباني شاهقة الإرتفاع ايضا في القرن الحادي عشر في جنوب المملكة العربية السعودية في مدينة رجال المع وقد بنيت كمدارس وفنادق ومراكز إقامة للمسافرين من اليمن الى مكة المكرمة و المدينة المنورة.
وفي مصر العربية، كانت أول مدينة حضرية هي الفسطاط. وكان بهذه المدينة العديد من المباني السكنية شاهقة الارتفاع، كان يصل ارتفاع بعضها إلى سبعة طوابق بحيث تضم المئات من السكان. وصف المؤرخ المقدسي الذي عاش في القرن العاشر هذه المباني بأنها تشبه المأذنة (المآذن)، بينما ذكر ناصر بن خسرو الذي عاش في أوائل القرن الحادي عشر أن بعضًا من هذه المباني كان يصل إلى أربعة عشر طابقًا وكان بها حديقة علوية على سطح المبنى إضافة إلى ناعور (ساقية) يديرها ثور لري تلك الحدائق. وبحلول القرن السادس عشر، كانت القاهرة تتميز بأن بها مجموعة من الشقق السكنية بحيث كان الطابقان الأولان يُستغلان لأغراض تجارية وتخزينية بينما كانت الطوابق العليا تؤجر للمستأجرين.
وكانت العديد من المدن المهمة في العصور الوسطى تتميز بأعداد هائلة من الأبراج السكنية شاهقة الارتفاع والتي كان لها أدوار شكلية وحضارية إضافة إلى أدوارها الدفاعية. وتعد أبراج بولونيا -إيطاليا- السكنية والتي كان عددها يتراوح بين 80-100 كانت الأعلى في تلك الأيام والتي كانت تبلغ 97.2م. وفي فلورنسا صدر عام 1251 قانون ينص على أن كافة المباني الحضرية يجب ألا يزيد ارتفاعها عن 26م، ونفذ على وجه السرعة. وحتى المدن متوسطة الحجم نسبيًا مثل سان جيمنيانو اشتهرت بأنها كانت تضم اثنين وسبعين برجًا كان ارتفاعها يصل إلى 51م.
وأُنشأت أبراج سكنية شاهقة في مدينة شبام اليمنية في القرن السادس عشر. كانت المنازل في شبام مبنية من الطوب، ولكن خمسمائة منزل منها تقريبًا هي ما يمكن أن نطلق عليه أبراج سكنية. والتي ترتفع من خمسة إلى ستة عشر طابقًا، بحيث كان كل طابق يحتوي على شقة أو شقتين. وكان هذا الأسلوب في البناء يُستخدم لحماية المدنيين من هجمات البدو. وعلى الرغم من أن مدينة شبام استمرت لأكثر من ألفي عام، فإن معظم مساكنها تنتمي إلى القرن السادس عشر. وكان بهذه المدينة أعلى المباني الطينية في العالم، حيث كان ارتفاع البعض منها يزيد عن ٣٠ متر(100 قدم). كان يُقال أن مدينة شبام «إحدى أقدم المدن وأروع النماذج على التخطيط العمراني المدني الذي يعتمد على مبدأ الإنشاء الرأسي» أو «مانهاتن الصحراء».
وفي الوقت الحالي، يعد مجمع الشقق السكنية الأعلى في العالم هو مركز جون هانكوك بشيكاغو، الذي أنشئ تحت إشراف شركة سكيدموري، أوينغس وميريل واكتمل بناؤه في عام 1969م. يضم المبنى مائة طابق ويرتفع إلى 344 م.

## التطورات الحديثة

### المملكة المتحدة

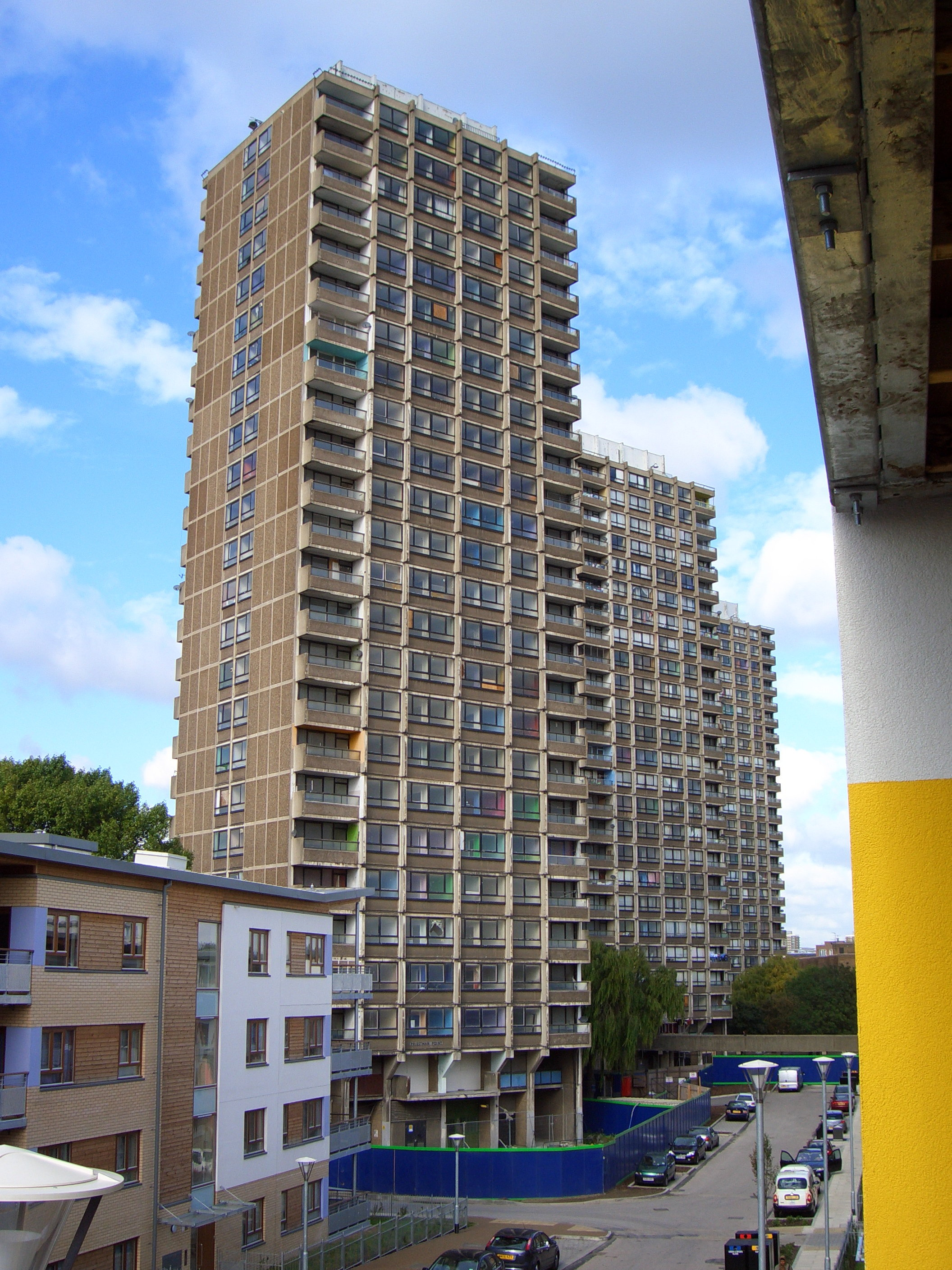
الأبراج الثلاثة في كروسوايز إستيت Crossways Estate في باو، لندن، المملكة المتحدة، قبل إنهائها

أنشئت الأبراج السكنية شاهقة الارتفاع في المملكة المتحدة بعد الحرب العالمية الثانية. بُني أول برج سكني شاهق في «هارلونيو تاون» ،إيسكس عام 1951؛ ويحتل هذا المبنى حاليًا التصنيف الثاني في قائمة المباني المصنفة. وفي العديد من الحالات، تعد الأبراج السكنية الشاهقة «حلاً سريعًا» للمشكلات الناجمة عن المساوئ والأساليب غير الصحية التي أقيمت بها المباني في القرن التاسع عشر أو للاستعاضة عن المباني التي دمرتها القوات الألمانية في الحرب. وفي البداية، لاقت هذه الأبراج استحسانًا من الناس، وأقبل المواطنون عليها للتمتع بالمناظر التي تطل على المدن من الأعلى. وبعد ذلك، ومع تدهور حالات تلك المباني، اكتسبت تلك الشقق السكنية سمعة غير جيدة بصفتها أماكن سكنية غير مكلفة ولكنها غير مرغوبة أيضًا، بل وشهدت بعض هذه الأبراج ارتفاع مستوى الجرائم بها، مما أدى إلى تعزيز الصور السلبية عنها. وتمثل أحد ردود الأفعال على هذا في الزيادة الهائلة التي طرأت على أعداد المقاطعات السكنية التي أقيمت، والتي اقترنت بمشاكل خاصة بها. في المملكة المتحدة، فقدت الأبراج السكنية الشاهقة شعبيتها وبصفة خاصة بعد الانهيار الجزئي لمبنى رونان بوينت عام 1968. ويعتقد أن غلاسغو، وهي أكبر مدن أسكتلندا، تضم أكبر تجمع من الأبراج السكنية الشاهقة في المملكة المتحدة - وهناك أمثلة أخرى مثل مربعات هاتشيسونتاون سي السكنية في جوربالز، العمارات التي تتكون كل منها من 20 طابقًا في سايتهيل، والمبنى الذي يضم 31 طابقًا ريد رود (شقق) في شمال شرق المدينة. على الرغم من ذلك، وبشكل عام، تضم لندن أكبر عدد من المباني السكنية الشاهقة على مستوى المملكة المتحدة.
إطلالة على الأبراج الشاهقة في بريطانيا في فترة ما بعد الحرب
بعد الحرب كانت بريطانيا مسرحًا للازدهار العمراني في مجال الأبراج الشاهقة، فمنذ الخمسينيات إلى أواخر سبعينيات القرن العشرين شهدت البلاد ازديادًا هائلاً في بناء الأبراج الشاهقة. ففي أثناء تلك الفترة، خططت السلطات المحلية في التأثير على الناخبين عن طريق بناء أبراج شاهقة مبتكرة وفخمة تعكس تقدم البلاد في فترة ما بعد الحرب. ويتفق كل من باتريك دنليفي Patrick Dunleavy ولينسي هانلي Hanley على أن المهندسين المعماريين والمخططين تأثروا بعمارة الأبراج الشاهقة التي روّج لها لو كوربوزييه. وتشتمل الأبراج الشاهقة الحديثة على سمات من شأنها أن تسهل التواصل بين السكان على نحو مرغوب، ومن أمثلة ذلك اشتمال بعض العقارات على شوارع في السماء التي صممها لو كوربوزييه
وبجانب الإلهام الذي تحققه تلك الأبراج للسكان، كان المخططون في السلطات المحلية على يقين بأن طريقة إنشاء هذه الأبراج ستوفر عليهم أموالاً كثيرة. وتقام الأبراج الشاهقة على وجه العموم على أراض جديدة ورخيصة على أطراف المدن المعروفة. وعلى الرغم من أن أسعار الممتلكات في أطراف المدن أرخص بكثير من أسعارها في قلب المدن، إلا أنها بعيدة عن المرافق العامة مثل وسائل النقل العام. وكان يُعتقد بأن تنفيذ التقنيات الصناعية في المباني سيخفض أيضًا من النفقات، حيث ستتوالى الأبراج المتشابهة في العديد من البقاع. والأجزاء المعايَرة والثابتة مثل تجهيزات الحمامات ومقابض الأبواب ستكون متشابهة في كثير من الأبراج الشاهقة – حيث يرى المخططون أن شراء كميات كبيرة بأسعار الجملة سيقلل من إجمالي التكاليف.
وهناك وجه رئيسي آخر في إطلالتنا على الأبراج الشاهقة ألا وهو جانب أسلوب العمارة 'الوحشية'، التي اشتهر بها المهندسون المعماريون والمخططون آنذاك. وأدى التركيز على الجانب الوحشي إلى إنشاء أبراج شاهقة عارية وخالية من أي مظاهر جمالية وبها أجزاء كثيرة من الخرسانة المكشوفة. وتمثل الخرسانة جزءًا لا يتجزأ من تصميمات الأبراج الشاهقة، حيث يمكن صبها في الموقع لتعطي لمصممي البناء مرونة غير محدودة. وكانت الخرسانة بمثابة الحل السحري الذي ساعد المصممين في عملية البناء – إذ كانت موفرة وكان المصممون يتباهون بها لقدرتها الفائقة على التحمل أو بالأحرى لمتانتها.

حقيقة الأبراج الشاهقة في بريطانيا في فترة ما بعد الحرب.

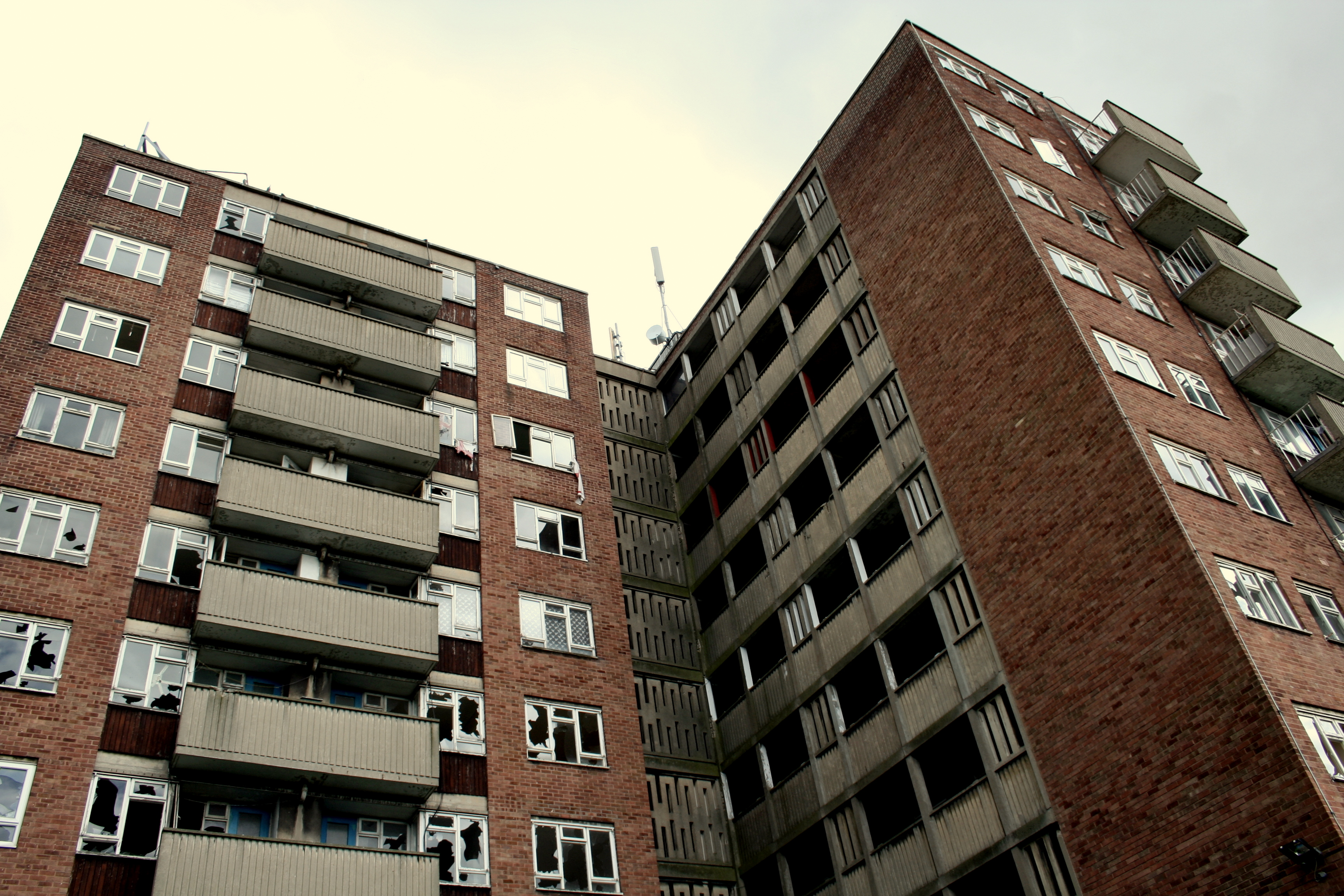
أبراج إلمت Elmet Towers في سواركليف Swarcliffe في ليدز Leeds تظهر الإهمال الذي أدى إلى تدميرها.

ويشير كولمان في أحد أعماله في عام 1985 إلى محاولة تقليد أفكار لو كوربوزييه، فيقول: أن المصممين فشلوا في عمل شيء سوى إثارة مشاكل اجتماعية.
وسرعان ما أطلق على الأبراج الشاهقة «عشوائيات في السماء» - وهو التعبير القاسي الذي أطلقه هانلي - على العكس تمامًا مما أراده لها المصممون. وفي سبيل الالتزام بمواعيد التسليم، كانت هناك عجلة في أعمال البناء المعقدة مما أدى إلى حالات خلل إنشائية – حيث تشققت الأسقف وعانت الخرسانة من التشظي وتآكل الفولاذ وتسللت الرطوبة إلى المباني. ومن المؤسف أنه مع توالي إنشاء الأبراج في البلاد، توالت الأخطاء في التصميم. وسرعان ما ظهرت علامات الاضمحلال على الخرسانة في كثير من الأبراج الشاهقة، ثم ما لبث أن تكونت الشقوق وفقدت المباني توازنها المطلوب. ويعد الانهيار الجزئي لبرج رونان بوينت، مثالاً سيئًا لنتائج الإنشاءات المتعجلة ودون القياسية التي شهدها عدد من الأبراج. وسرعان ما فقدت الأبراج الشاهقة رونقها «المبتكر»، حيث تحولت الخرسانة من اللون الأبيض المتموج الذي تصوره المصممون إلى اللون الرمادي الباهت المختلط بالدخان الملوَّث.
وأدت التصميمات المتواضعة إلى الإطاحة بالمزايا المتوقعة من المباني. أما الأماكن المفتوحة التي كان يُفترض أن تفيد السكان، فكانت قبيحة المنظر وغير مستغلة ولا تحظى بالإشراف المناسب. وشعر السكان بصعوبة الحفاظ على المساحات المفتوحة الشاسعة حول المربعات السكنية لأن ملكيتها على أرض الواقع مشاع. وتفاقمت المشاكل الاجتماعية مع التدني السريع في مستوى الأبراج الشاهقة بسبب تراجع معدلات الصيانة وعدم توفر الأمان في تلك البيئة المشتركة. وبصرف النظر عن الأعطال المتكررة، فهناك المصاعد المشتركة التي كانت مصدر رعب لمن يتجول بمفرده. وقلما تدخل مصعدًا فتجده «طيب الرائحة أو حسن المنظر». وكانت تلك الأبراج الشاهقة - التي يقع كثير منها في أطراف المدن - تُشعر السكان بالوحدة والانعزال عن المجتمع. ولم ينج من ذلك الغرباء والوافدون الجدد، حيث أحسوا بأن التصميم السائد للأبراج يبث الخوف في الصدور ويزيد من الانطواء.
وأشارت السلطات إلى أنها رصدت مشكلات أمنية متكررة في العديد من الأبراج والتي تعد نتائج مباشرة للتصميمات والإنشاءات. وصارت حوادث الاقتحام والتخريب المتعمد والسلب أمرًا اعتياديّا، وساعد على ذلك وجود مناطق مخفية بين المباني ومتاهات في الممرات الداخلية وأركان مظلمة. وكان كثيرًا ما يتم الاتصال بالشرطة في تلك الأبراج العالية، لكنهم لم يتمكنوا من تقليل معدلات الجريمة في تلك الأبراج لعدم وجود دوريات منتظمة بها.
ولكي تنجح السلطات المحلية في الحد من هذه الإجراءات المخلة بالنظام، قامت بوضع «الأسر المشاغبة» في أبراج مستقلة، ويرى هانلي أن كل ما أسفرت عنه هذه السياسة هو «تعميق العداء …وإحساسهم بالعدمية وتضخيم ميولهم للخروج على القانون». ويسانده في ذلك دنليفي الذي يشير إلى أن طول أمد السكان في هذه الأبراج ربما أثر بالسلب في صحتهم النفسية.
في حين أرادت السلطات المحلية ومهندسوها المعماريون إنشاء أبراج عملاقة تخلق مجتمعات تفيض بالوئام وتنبض بالحياة، ولكن أتت الرياح بما لا تشتهي السفن. بدأ تراكم الأخطاء في الأبراج الشاهقة في فترة ما بعد الحرب منذ البداية: حيث كانت السلطات المحلية تتبنى أساليب معمارية غير عملية، وتكررت الأخطاء التصميمية والإنشائية مرات ومرات، وبدا كما لو أن هناك نوعًا من عدم الإدراك للتداعيات الاجتماعية الناجمة عن تلك التصميمات. وإجمالّا نقول أن هذه الهفوات حولت الأبراج الشاهقة إلى أماكن غير محبذة للسكنى.
السلامة من الحرائق

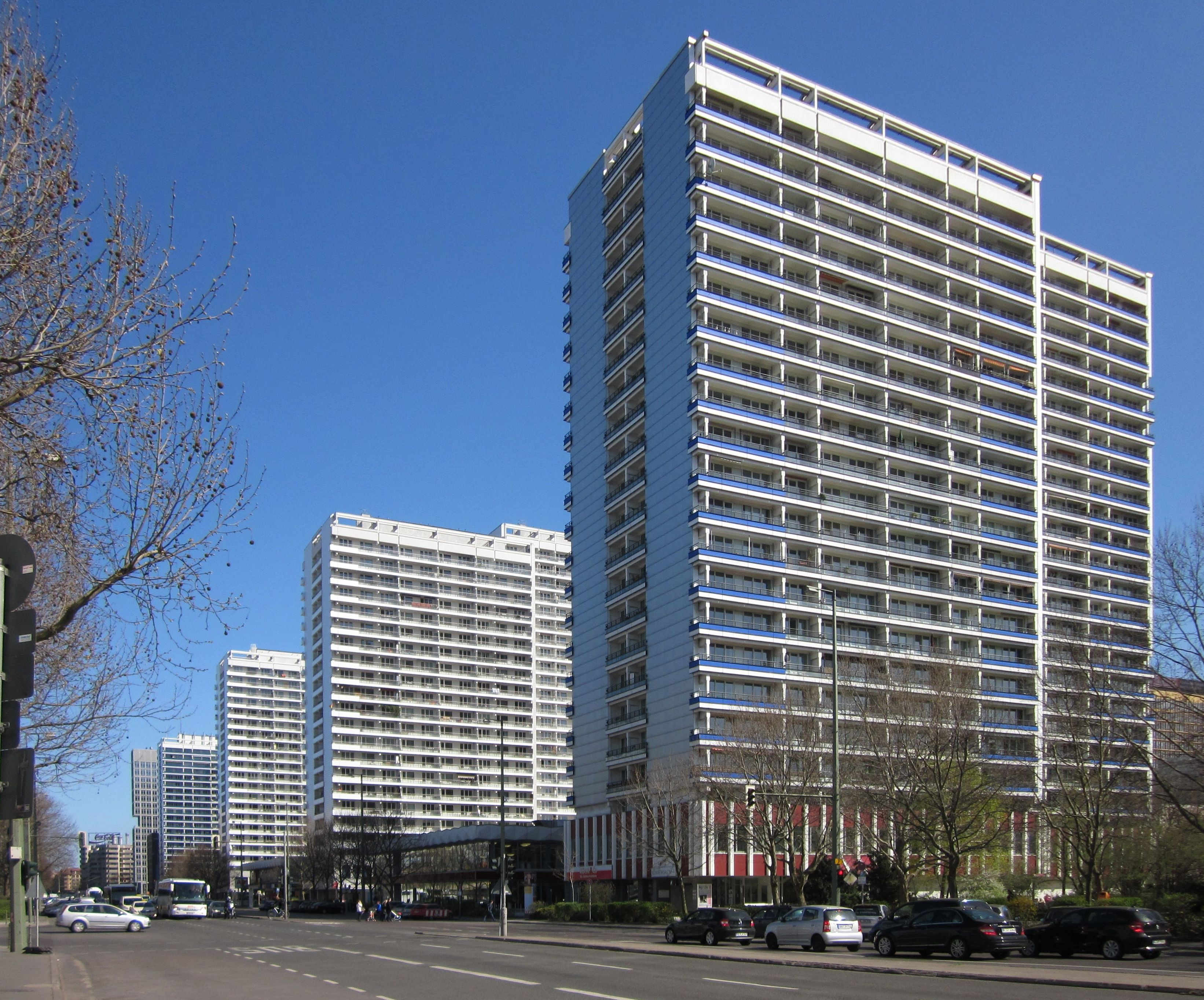
عمارات سكنية شاهقة في "مجمع ليبزيغر شتراسه Komplex Leipziger Straße" في حي ميتا ببرلين Berlin-Mitte.

أرواح السكان في الأبراج الشاهقة في لندن معرضة للخطر لأن المجالس المحلية لم تقم بإجراء عمليات التفتيش المناسبة للسلامة من الحرائق ويبدو أن هذه المشكلة منتشرة في أرجاء المملكة المتحدة. وقرر المجلس المحلي بشمال أير شاير Ayrshire إزالة العزل البلاستيكي من المباني بعد حريق مروع في أحد الأبراج الشاهقة. وتسبب تراجع مستوى الصيانة للأجهزة الكهربية والأبواب المقاومة للحريق إلى غير ذلك في زيادة مخاطر الحريق، والسكان مطالبون بدفع جزء من نفقات تصحيح هذا الوضع رغم أن المشكلة ترجع إلى تراجع معدلات الصيانة وأخطاء في التصميم. قد تكون الأبراج الشاهقة بطبيعتها أكثر عرضة لإصابات الحرائق لأن من يعيش في الطوابق العليا لا يمكنه الهرب من الحرائق بسهولة وكذلك رجال الإطفاء لا يمكنهم الوصول إلى الطوابق العليا بسرعة. في المنشآت التي يقطنها أكثر من مائة شخص، يعد ضمان أن كل مقيم تقع عليه مسؤولية تقليل مخاطر الحرائق من قبيل المستحيلات؛ فقد يميل المقيمون الأكثر فقرًا في الأبراج الشاهقة إلى استخدام أرخص أنواع الوقود القابلة للاشتعال بدلاً من استخدام الطاقة الكهربائية، بل من المرجح أيضًا أن يكونوا مدخنين (اللامبالاة في تدخين السجائر هي سبب رئيسي في حرائق المنزل)، ومن المرجح أن أثاثهم قديم أي لم يصنع وفقًا للمعايير الحديثة للسلامة من الحرائق. وتتطلب تشريعات السلامة من الحرائق التي صدرت في لندن عام 2006 أن تُقام المباني عالية الارتفاع وفقًا لمعايير سلامة أفضل وتُزود بنظم رشاشات؛ وتعد هذه المباني الجديدة في الأساس أماكن إقامة فاخرة للناس الأكثر ثراءً. ولم تطبق هذه التشريعات بأثر رجعي ولم تكن تهدف إلى حماية الفقراء المقيمين في الأبراج الشاهقة الموجودة.
؛ نحو الوقت الحاضر

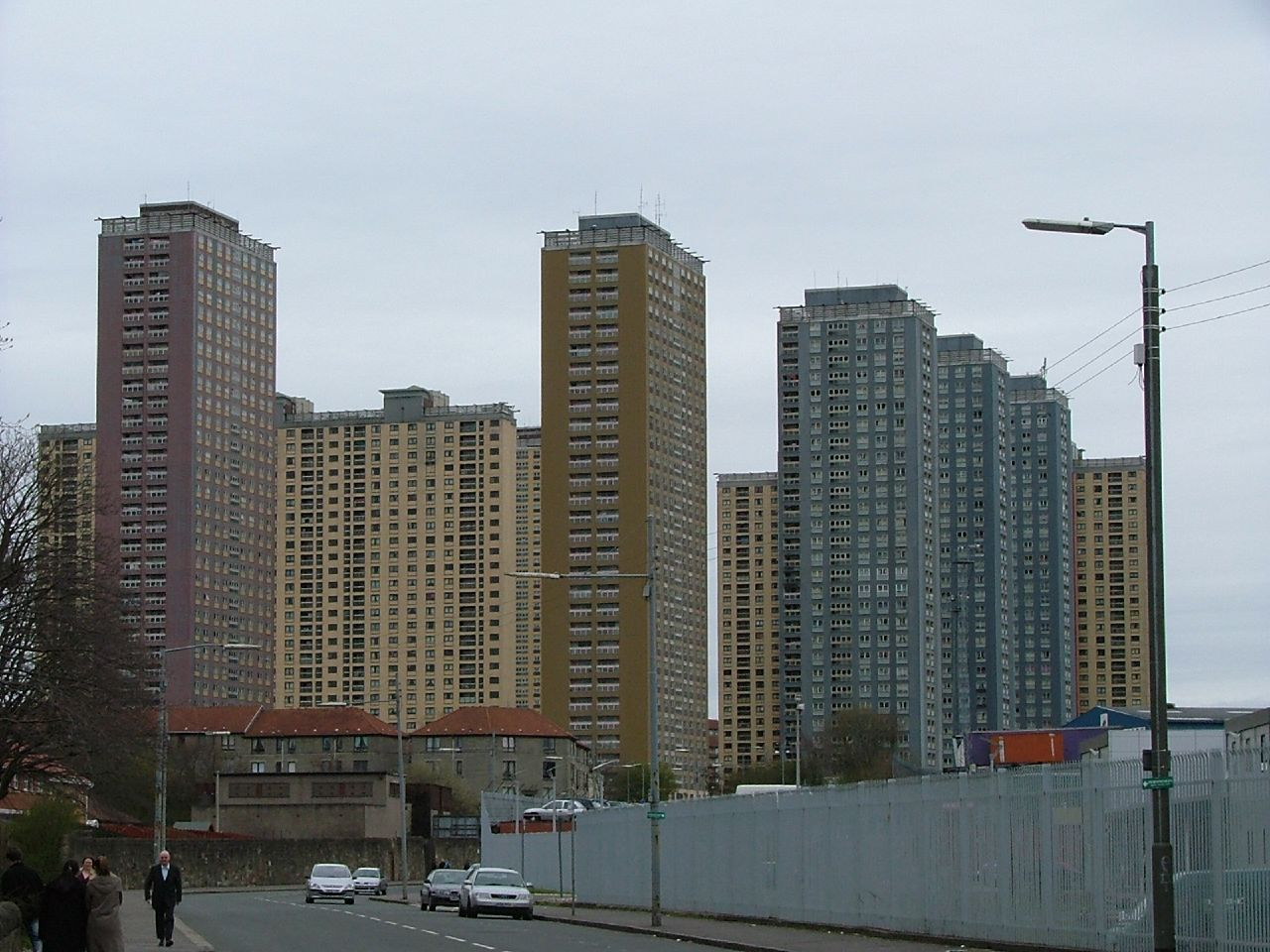
البرج المشهور المكون من 31 طابقًا أبراج ريد روود Red Road في غلاسغو، أطول الأبراج السكنية العامة في أوروبا في وقت بنائها، مثل العديد من الأبراج البريطانية الشاهقة التي أقيمت في ستينيات القرن الماضي، وهي مدانة الآن.

في السنوات الأخيرة، باتت بعض المجالس أو المجالس السابقة للمباني عالية الارتفاع في المملكة المتحدة بما في ذلك برج تريليك وبرج كيلينج وبرج سيفيل وعقار الباربيكان مشهورة بوجود المهنيين من الشباب نظرًا لوجهات نظرهم الممتازة، واختيارهم لمواقع جيدة وإضفاء أصول للهندسة المعمارية، وفرض أسعار عالية حاليًا. وهناك خطط لإعادة تطوير المناطق الصغيرة بلندن ولوفيل بارك على حدود وسط مدينة ليدز وتحويلها إلى شقق فاخرة مخصصة «لشباب مهنيين في المناطق الحضرية». تتضمن الخطط هدم جميع مساكن المجلس وتجديد الشقق عالية الارتفاع. وقد أدى هذا الطلب إلى إعادة تفكير العديد من المجالس في الخطط المتعلقة بالهدم. في غلاسغو، حدثت مبادرات مماثلة في 2011، أنقذت جمعية الإسكان بغلاسغو واحدة من ثلاثة أبراج شاهقة مدانة في منطقة إيبروإكس بمساعدة منح حكومية لنقلها إلى مساكن جيدة بالإيجار للمهنيين الشباب. وقد اتخذت غلاسغو نهجًا أكثر اعتدالاً لأبراجها شاهقة الارتفاع، متجنبة برامج الهدم الجماعي المُمارس في المدن البريطانية الأخرى - ومفضلة التجديد الاختياري للعقارات بعقود آجلة آمنة في المباني لتُسلم في حالة بنيوية جيدة، وهدم الأبراج في حالة الضرورة القصوى فقط.
وبعد الفجوة التي استمرت نحو 30 عامًا، يُجرى بناء شقق جديدة شاهقة الارتفاع مرة ثانية في بلفاست وبرمينغهام (بعضها للأثرياء، على سبيل المثال مجمع ميلبوكس، والبعض الآخر مساكن طلبة)، كارديف وأبردين وغلاسغو، ليدز وليفربول، لندن، مانشستر ونيوكاسل؛ ولكن هذه المرة أحيانًا تكون للمهنيين الأثرياء، بدلاً من الطبقات العاملة. يُسوق مطورو هذه العقارات باستخدام المصطلح الأمريكي «عمارات سكنية»، ربما في محاولة لفصل هذه المباني الجديدة عن الأبراج الشاهقة التي أقيمت من خمسينيات إلى ستينيات القرن الماضي. وعادة ما تكون هذه العمارات أطول من مثيلاتها القديمة وعمومًا قد بُنيت في مراكز المدن وحولها. وغالبًا ما تُكسى واجهات هذه العمارات بالزجاج والألومنيوم. هذا المساء مع تريفور ماكدونالد الضوء على أنه في ليدز ومانشستر (ولعلها المدن التي شهدت معدلات تنمية هائلة) تم شغل نسبة النصف تقريبًا وغالبًا ما تكون نسبة الإشغال منخفضة حتى تصل إلى 10%. في ساوثيند هناك خطط مثيرة للجدل لبناء أبراج شاهقة جديدة للإسكان الاجتماعي، ويدعي أحد المؤيدين أن هذا سيكون أرخص من الدفع لمنازل أشخاص فقراء مع أصحاب العقارات الخاصة حيث يخشى المعارضون بناء ما يُسمى غيتو أو أحياء للأقليات.
لم تُبن أبراج شاهقة في أيرلندا الشمالية كما هو الحال في بريطانيا وأيرلندا. توجد معظم الأبراج الشاهقة والمجمعات السكنية في بلفاست وديري، على الرغم من أن العديد من هذه الأبراج قد هُدمت في السنوات الأخيرة واستبدلت بوحدات سكنية عامة تقليدية. تم هدم المجمعات السكنية المبنية في غرب بلفاست بين 1968 و1972 في أوائل تسعينيات القرن الماضي إذ طلب السكان منازل جديدة نظرًا للمشاكل المتزايدة مع الشقق. برج ديفيز، بُني عام 1966، ولا يزال قائمًا، على الرغم من أنه في عام 2007، شُرع في تحويل قاعدة الجيش البريطاني السابقة التي كانت تحتل الطابقين العلويين من البرج إلى مساكن جديدة.
وفي شمال المدينة، لا يزال مجمع الأبراج السكنية 7 المشهور في نيولودج قائمًا، على الرغم من المشاكل التي يواجهها السكان، مثل المواسير السيئة وعدم كفاية المرافق الصحية. أما أقصى الشمال، فلا تزال الأبراج الأربعة الشاهقة في راثكولي تهيمن على الأفق المحلي، بينما في أقصى جنوب بلفاست لا تزال الأبراج الشاهقة أيضًا في سيمور هيل أيضًا قائمة.

### أيرلندا

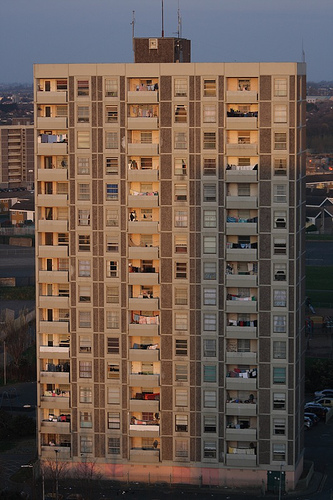
شقق في باليمون، دوبلن، أيرلندا

معظم الأبراج الشاهقة في أيرلندا الشمالية المملكة المتحدة موجودة في بلفاست. بُنيت جميع المُجمعات السكنية في بلفاست بواسطة شركة بلفاست كجزء من مخطط إزالة الأحياء الفقيرة في بلفاست لحل مشكلة الإسكان. في دبلن، بُنيت شقق باليمون في الفترة ما بين 1966 و1969 والتي كانت تتضمن سبعة أبراج ارتفاع كل منها خمسة عشرة طابقًا، وتسعة عشر مربعًا سكنيًا كل منها بارتفاع ثمانية طوابق وعشرة مربعات سكنية ارتفاع كل منها أربعة طوابق. وكانت هذه الأبراج «السبعة الأبراج» المشار إليها في أغنية "Running to Stand Still" لفريق يو تو U2. المجمعات السكنية داخل دبلن بما في ذلك شارع شريف (هُدمت)، عمارات فاطمة (هُدمت وأُعيد تطويرها)، حدائق سانت جوزيف (هُدمت وحل محلها المجمع السكني كيلارني كورت)، حدائق سانت تريزا ودولفين هاوس وليبرتي هاوس وعقارات سانت مايكل وحدائق أوديفاني والكثير في جميع أنحاء الشمال والجنوب داخل مدينة دبلن. بُنيت مجمعات ضواحي المدينة السكنية حصريًا في الجزء الشمالي من المدينة في باليمون، كولوك وكيلباراك. وتأثرت هذه الشقق بشدة بسبب لعنة الهيروين التي ضربت مناطق الطبقة العاملة في دبلن في ثمانينيات القرن الماضي وأوائل تسعينيات القرن ذاته.
وعلى مدار السنوات الخمسة الماضية شهدت المدن الأكبر مثل دبلن، كورك وليميريك وجالواي بناء شقق جديدة كبيرة. وشهدت أيضًا بعض المدن الكبيرة مثل نافان ودروغيدا ودوندالك ومولينجار بناء الكثير من الشقق الحديثة.

### شرق أوروبا
تشهد روسيا هذه الأيام مراحل بناء عظيمة، مما يزيد من الشكل التجاري الذي يبدو عليه أفق المدينة. وقد حافظ الروس، الفقراء منهم والأغنياء منذ العهد السوفيتي على انطباعهم واحترامهم للأبراج الشاهقة.

### شرق آسيا
انتشرت مجمعات الأبراج السكنية في دول آسيا مثل الصين وسنغافورة واليابان وكوريا بجانب أبراج التكتلات الحضرية الشاهقة. في سنغافورة والمناطق الحضرية في هونغ كونغ، ارتفعت أسعار الأراضي بشدة ولذلك قطن غالبية السكان في شقق سكنية في أماكن شاهقة. في واقع الأمر، يقطن ما يزيد عن 60% من ساكني الشقق في هونغ كونغ في عمارات سكنية.
احتفلت سارة ويليامز جولد هاجن Sarah Williams Goldhagen في عام (2102) بالأعمال الإبداعية لشركات الهندسة المعمارية مثل شركة دبليو أوه إتش إيه WOHA (في سنغافورة) وماس ستاديز Mass Studies (في سول) وستوديو عمارة الهواة (في هانغتشو Hangzhou) وستيفن هول Steven Holl في مدينة نيويورك بمناسبة تحويل الأبراج السكنية إلى «مجتمعات رأسية» أو «مدن رأسية» مما يُضفي نوعًا من الجمال والتصميم غير العادي للصور الظلية في الأفق وتوفير مساحات خاصة كبيرة وأماكن عامة جذابة. لا تعد أي من المباني السكنية «المأهولة بالسكان العملية والجميلة والشائقة» مبان سكنية رخيصة الثمن.

#### كوريا الجنوبية
في كوريا الجنوبية تسمى الأبراج الشاهقة «المجمعات السكنية (مجمعات دانجي السكنية Apartment Danji)». عقب الحرب الكورية أطلقت إشارة البدء في بناء الأبراج السكنية. لجأت حكومة كوريا الجنوبية لبناء العديد من المجمعات السكنية في المدن لاستيعاب المواطنين. منذ فترة الستينيات، ومع الزيادة السكانية الكبيرة، انتشرت الأبراج الشاهقة انتشارًا كبيرًا. وحاليًا تضم الأبراج الشاهقة الجديدة مراكز تسوق ومواقف للسيارات ومنشآت ملائمة أخرى.
يعد تاور بالاس Tower Palace في سول، كوريا الجنوبية أعلى مجمع سكني في آسيا.
في سول (تشو 2008)، يقطن 80% من السكان تقريبًا في مجمعات سكنية تحتوي على 98% من المباني السكنية الحديثة. توجهت الأنظار تجاه التصميم اللائق لمباني سول نتيجة للكثافة السكانية، التي تساوي ضعف كثافة مدينة نيويورك وتتعدى روما بثمانِ مرات، إلا أنها أقل من باريس بدرجة طفيفة. تعد مناطقها الحضرية هي الأكثر كثافة في تصنيف المنظمة الدولية للتعاون الاقتصادي والتنمية OECD.

#### الصين
حصل المهندس المعاري الصيني وانج شو Wang Shu على جائزة بريتزكر Pritzker للعام 2012. يعد تصميمه لأبراج هانغتشو في الصين المكونة من 26 طابقًا، والتي نفذتها شركته المعمارية ستوديو عمارة الهواة، من بين التصاميم الحاصلة على جوائز. «صُممت هذه الأبراج على هيئة منزل مكون من شقق ذات طابقين، حيث يستمتع جميع السكان» بحياة خيالية في الطابق الثاني«، إذ يحتوي الأساس على مستويين من الأرضية الخرسانية المزدوجة (على غرار» حصير الخيزران«وهو ما تذكره الشركة)، أما الطابق الثالث فيطل على فناء خاص. في الأبراج الأكبر للغاية، تنحرف الوحدات المأهولة بالسكان المكونة من طابقين بدرجة طفيفة، بالإضافة إلى الواجهات المتنوعة ذات المنظر الجمالي المبهر (Goldhagen 2012).»

### كندا
في كندا، تُعرف المباني المتعددة الأسر بـ العمارات السكنية أو مجمعات الشقق السكنية إذا أُجرت من مالك وحيد، أو وحدات سكنية أو أبراج شقق إذا كانت كل وحدة سكنية ملكًا لصاحبها وقد تسمى منخفضة الارتفاع (أو الممكن الوصول إليها مشيًا) أو متوسطة الارتفاع أو الشاهقة أو ناطحة السحاب وفقًا لارتفاعها. تعد الأبراج السكنية المرتفعة أحد أنواع المباني الشائعة في جميع المدن الكبرى. على الرغم من ذلك، تتنوع أهميتها النسبية في المدن الكندية إلى حد كبير. بوجه عام، تضم المدن المأهولة بالسكان مبانيَ شاهقة أكثر من المدن الصغيرة، لأسباب مرتبطة بندرة الأراضي نسبيًا وحاجة السكان الشديدة للمأوى.
ورغم ذلك، تتضمن بعض المدن مثل كيبك Quebec وأوتاوا Ottawa وهاليفاكس Halifax على بعض المباني المرتفعة قليلًا بسبب عدة عوامل: من بينها التركيز على الحفاظ على الأماكن الأثرية ووجود قيود على ارتفاع المباني وانخفاض معدلات النمو. تضم المدن متوسطة المساحة ذات الكثافة السكانية المنخفضة نسبيًا، مثل كالغاري Calgary أو إدمنتون Edmonton أو وينيبيج Winnipeg أو هاملتون Hamilton أبراجًا متعددة الشقق، ومن ناحية أخرى تنتشر فيها المنازل المستقلة انتشارًا كبيرًا. تقع معظم الأبراج السكنية الكبيرة في أنحاء كندا في تورونتو Toronto ومونتريال Montreal وفانكوفر Vancouver- أكبر المدن كثافًة سكانية في أنحاء البلاد.
تحتوي تورونتو على ثاني أعلى تجمع لعمارات الشقق الشاهقة في أمريكا الشمالية (بعد نيويورك). في كندا، على غرار دول العالم الجديد الأخرى، ولكن على عكس شرق أوروبا، تقع معظم الأبراج الشاهقة في مركز المدينة (أو «وسط المدينة»)، بينما أُزيلت المباني الأصغر والأقدم لإفساح المجال لمشاريع إعادة التطوير. إضافة إلى ذلك، تحتوي تورونتو على العديد من الشقق والتجمعات السكنية الشاهقة في الضواحي الأكثر كثافة إلى جانب وسط المدينة. هناك قصور شديد في تطوير منشآت عالية في الأراضي الجرداء في ضواحي المدن الكندية، على الرغم من وجود بعض الحالات، وخاصًة في مجال التطوير المرتكز على وسائل النقل الجماعي.

### الولايات المتحدة
في الولايات المتحدة، يُشار إلى الأبراج الشاهقة على أنها مباني "متوسطة الارتفاع أو "عمارات سكنية شاهقة"، حسب ارتفاع كل منها، بينما يُطلق على العمارات قليلة الشقق والأقل في الارتفاع عن الأبراج الشاهقة "العمارات السكنية منخفضة الارتفاع".
تعد أبراج كاسل فيليدج Castle Village من بين أوائل الأبراج السكنية في مدينة نيويورك، إذ اكتمل بناؤها في عام 1939. وهي قُلدت تصميماتها التي تأتي على شكل الحرف X في مشروعات تطوير عقارية سكنية أخرى مثل أبراج بارك تشستر وستايفسنت تاون Stuyvesant Town.
أسفرت تجارب الحكومة في فترة الستينيات والسبعينيات لاستغلال الشقق الشاهقة كوسيلة لتوفير السكن لمحدودي الدخل عن فشل ذريع. وقد وقع الجميع باستثناء مشاريع الإسكان في أكبر مدن الدولة، مثل كبرني الخضراء Cabrini–Green ومنازل روبرت تايلور Robert Taylor Homes في شيكاغو، جنوب بنسلفانيا في نيويورك ومشاريع ديزاير في نيو أورليانز New Orleans ضحية لـ «الغيتو» أو «عزل الأقليات في أحياء مستقلة» ويجرى الآن هدمها أو تجديدها أو استبدالها.
على النقيض من مثيلاتها في الإسكان الجماعي، تابعت العمارات السكنية الشاهقة المطورة تجاريًا ازدهارها كثيرًا حتى امتدت إلى غالبية المدن بالبلاد بسبب ارتفاع أسعار الأراضي والطفرة الإسكانية في مطلع الألفية الثالثة. يعد الجانب الشرقي العلوي في مدينة نيويورك وجولد كوست المتميزان بوجود الشقق الشاهقة، أغنى الأحياء الحضرية في الولايات المتحدة.
في الوقت الحالي، يعتبر مركز جون هانكوك John Hancock Center الذي أنشأه المهندس الذي ينتمي إلى بنغلاديش فضل خان عام 1969 أعلى مبنى سكني في العالم. ويتكون المبنى من 100 طابق وبارتفاع 344 مترًا.

### أستراليا

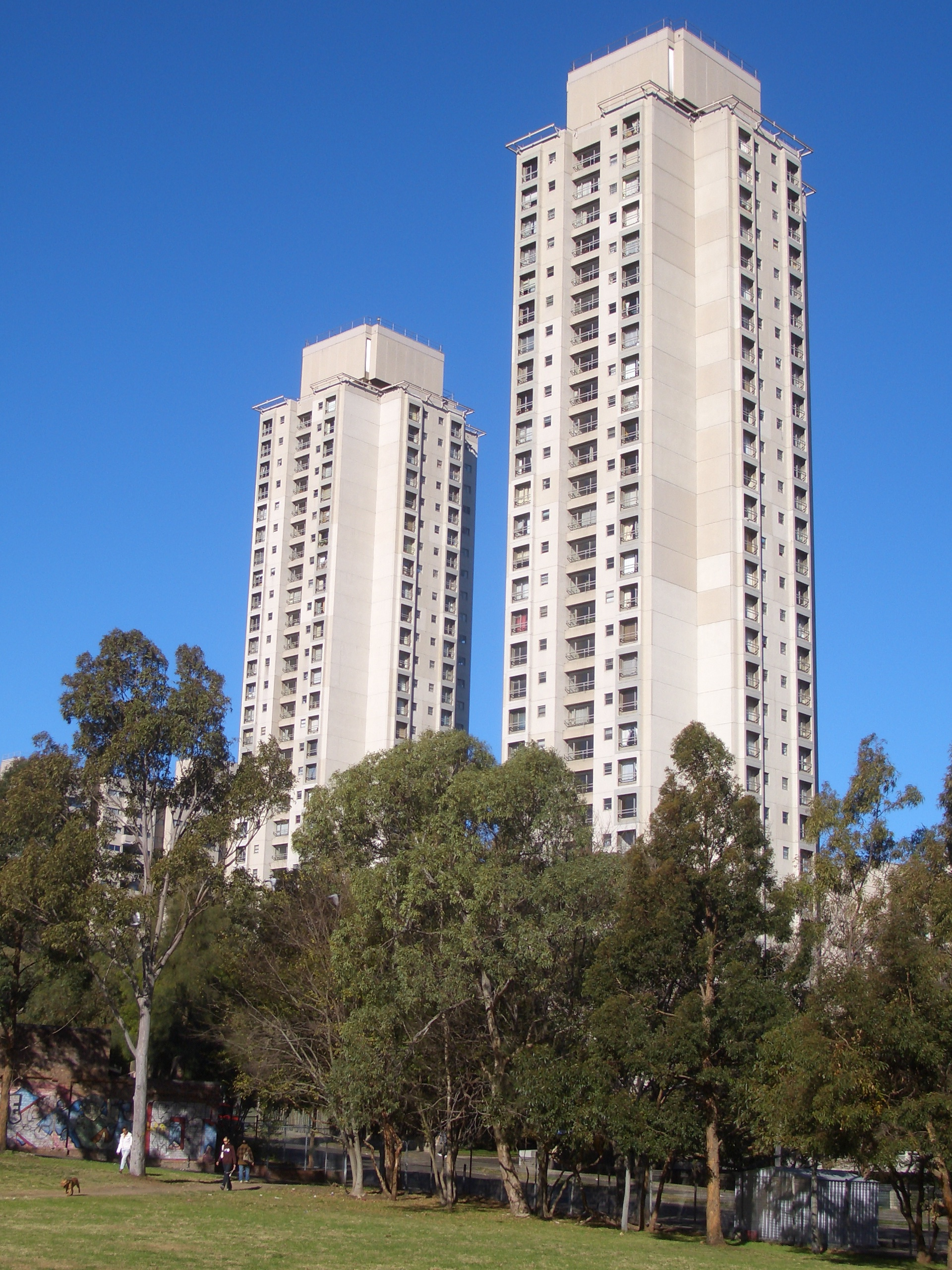
أبراج لجنة الإسكان في ووترلو بمدينة سيدني بأستراليا

اقتصر بناء المنشآت الشاهقة في أستراليا على المناطق الصغيرة التي يقطنها متواضعو الحال وسط مدينة سيدني حتى ستينيات القرن العشرين، حيث شهد نمط المباني الصغيرة إقبالاً من مستأجري المساكن العامة الذين كانوا يقطنون المنشآت شاهقة الارتفاع، خاصةً في مدينتي سيدني وملبورن. وشُيّدت المباني إلى جانب أربعة مربعات سكنية أخرى كل منها مكون من 16 طابقًا نيابة عن القوات البحرية الملكية الأسترالية وأتيحت للبحارة وعائلاتهم. ونتيجة لوجود مشكلات اجتماعية داخل تلك المربعات السكنية تركتها القوات البحرية وتولت وزارة الإسكان مسؤولية الإدارة وخُصصت الشقق السكنية لذوي الدخول المنخفضة والأسر المهاجرة. وأثناء ثمانينيات القرن العشرين، هرب العديد من مواطني البلدان الشرقية للبلدان الشيوعية ليسكنوا في هذه المباني. واعتمد المطورون مصطلح «شقق» على هذه المربعات السكنية الجديدة شاهقة الارتفاع، وربما لتجنب الوصمة التي لا تزال تلاحق الشقق السكنية التابعة للجنة الإسكان.

## التعريف
عرفت هيئات متعددة مصطلح الأبراج الشاهقة "high-rise":
- معايير إمبوريس Emporis Standards عرفت الأبراج الشاهقة بأنها «مبنى متعدد الطوابق يتراوح طوله بين 35-100 مترٍ، أو أنه مبنى غير معروف ارتفاعه مكون من 12-39 طابقًا.»[57]
- وفقًا لقانون البناء في حيدرآباد الدكن بالهند، فإن الأبراج الشاهقة هي المبنى المكون من أربعة طوابق أو أكثر، أو المباني التي يبلغ ارتفاعها 15 مترًا فأكثر.[58]
- عرف قاموس أكسفورد الإنجليزي المختصر الجديد New Shorter Oxford English Dictionary الأبراج الشاهقة بأنها «مبنى متعدد الطوابق».
- وعرف المؤتمر العالمي للسلامة من الحرائق في المباني الشاهقة International Conference on Fire Safety in High-Rise Buildings الأبراج الشاهقة بأنها «أي مبنى قد يكون لارتفاعه تأثير خطير على عملية الإخلاء»[59]
- وفي الولايات المتحدة عرفت الرابطة الوطنية للحماية من الحرائق الأبراج الشاهقة بأنها المباني التي يزيد ارتفاعها عن 75 قدمًا (23 مترًا)، أو حوالي 7 طوابق.[60]

## شوارع في السماء

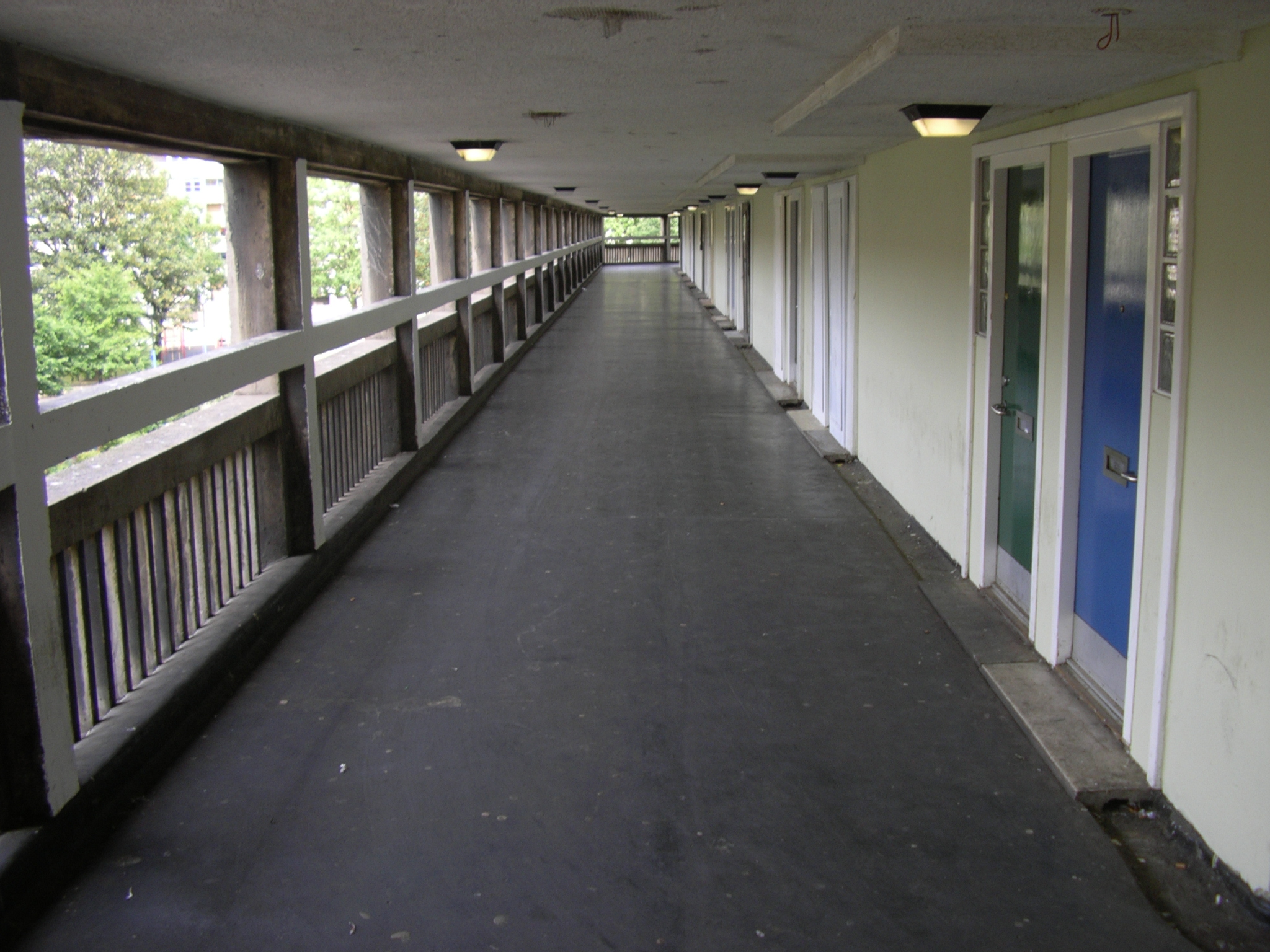
"شوارع في السماء" في بارك هيل Park Hill

تم استخدام مصطلح شوارع في السماء لوصف نمط من العمارة التي ظهرت في بريطانيا في ستينيات وسبعينيات القرن العشرين. وعمومًا بُنيت هذه المنشآت لتحل محل الإسكان المتدرج المهدم، حيث لم تقتصر التصميمات الجديدة على التحسينات الحديثة مثل تلك التي تُجرى داخل المراحيض، ولكن أيضًا المتاجر والمرافق المجتمعية الأخرى داخل مجمعات الأبراج الشاهقة.
ومن أمثلة المباني ومشروعات التطوير العمراني في لندن برج تريليك Trellick Tower وبرج بلفرون Balfron Tower وحدائق روبن هود Robin Hood Gardens وبيت كيلينغ Keeling House، هانسليت جرانج Hunslet Grange في ليدز Leeds وبارك هيل، شيفيلد. وكانت هذه محاولات لتطوير نمط جديد من العمارة، المختلفة عن العقارات السكنية الكبيرة السابقة، مثل شقق كواري هيل السكنية في ليدز.
كان مكتب أليسون وبيتر سميثسون Alison and Peter Smithson هو المهندس المعماري لـحدائق روبن هود. ويعد عقار أيليسبري Aylesbury Estate أحد الأمثلة البارزة في جنوب لندن، وبُني عام 1970، ولكنه على وشك الإزالة.

## الوصول من السطح

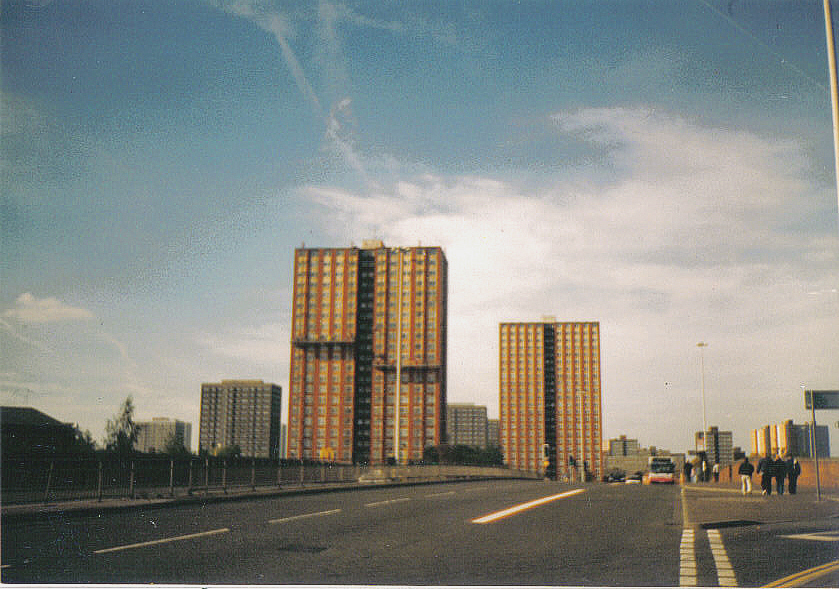
سالفورد في عام 2001. بُنيت معظم الأبراج الشاهقة بين خمسينيات وسبعينيات القرن العشرين.

يستخدم مصطلح «الوصول من السطح» لوصف الشقق السكنية التي يتم الوصول إليها من ممرات مفتوحة على الوحدات، وذلك مقارنة بالشقق السكنية التي يتم الوصول إليها من ممرات داخلية مغلقة تمامًا. عادة ما تكون تلك الشقق السكنية منخفضة الارتفاع إلى حد ما. وقد تتفاوت تلك الأسطح من ممرات بسيطة، قد تكون مغطاة أو غير مغطاة، إلى ممرات عريضة تتسع للمركبات الصغيرة. والنموذج الأفضل للشقق السكنية التي يتم الوصول إليها من السطح في المملكة المتحدة هو بارك هيل، شيفيلد، حيث إن الأسطح واسعة بقدر كافٍ لتسمح بمرور السيارات الكهربائية، ومع ذلك، فهذا التصميم مستوحى من المهندس المعماري الفرنسي العصري لو كوربوزييه Le Corbusier، وبخاصة مشروعه يونيت دي هابيتاسيون Unite D'Habitation في مرسيليا.

## الأبراج الخضراء الشاهقة
توجد للأبراج الخضراء الشاهقة بعض التنسيقات الخاصة بالمنشآت السكنية أو سقف أخضر أو الألواح الضوئية الجهدية على أسطحها و/أو دمج المزايا الأخرى للتصميم غير الضارة بالبيئة.

## وصلات خارجية
- Sustaining Tower Blocks
- World's tallest residential towers
- East European blocks of flats today
- Photos of Apartment Blocks from around the world
- News on the Block - a magazine all about flats